# Östra Ryds kyrka, Östergötland
Östra Ryds kyrka är en kyrkobyggnad i Östra Ryd i Linköpings stift. Den är församlingskyrka i Östra Ryds församling.

## Kyrkobyggnaden
Östra Ryds kyrka byggdes ursprungligen på 1200-talet. Kyrkans grova murar är av gråsten, men de är numera vita både på ut- och insidan. På 1400-talet slogs valv så att kyrkan blev tvåskeppig med en pelarrad i mitten. Åren 1775–1777 gjordes en stor ombyggnad, där valven och mittpelarna togs bort och en ny takkonstruktion restes. Två större ombyggnader har gjorts därefter. Kyrkan har ett rektangulärt långhus med tunnvälvt tak och stora fönster, fullbrett, rakslutet kor, sakristia i norr och torn i väster. Kyrkan har vitputsade fasader och brutet tak, tornet kröns av en svängd huv med lanternin. Kyrkan har i princip kvar sin medeltida stomme, men nuvarande karaktär fick den vid en stor restaurering under 1700-talet då även tornet tillkom. Senare restaureringar har främst omfattat målningsarbeten.  

## Inventarier
- Dopfunt av kalksten från gotländsk verkstad under 1200-talets andra hälft; cuppa med sexton medaljonger med passarrosetter, av vilka två är negativa; passarrosetterna kan vara ett sekundärt tillägg av någon lokalt verksam stenhuggare. Den stora dopfunten tror man har använts ända sedan kyrkan byggdes på 1200-talet.
- Triumfkrucifix av lövträ från 1200-talet, bortsett från törnekronan, som är ursprunglig, är krucifixet av romansk typ; ansikte, hår och skägg antyder dock att krucifixet kan ha tillkommit under senmedeltiden.
- Dopfunt av mässing från 1683.
- Altartavlan är målad av J.A. Engman 1851. Tavlan föreställer Jesusbarnets frambärande i templet och den gamle Symeon som brister ut i lovsång.

## Orglar
- 1673: Ett orgelverk med 5 stämmor skänkt av kyrkoherde Rydelius och inköpt för 270 daler från Stegeborg.[1]

### Läktarorgeln
Orgeln är en barockorgel byggd av orgelbyggaren Lars Strömblad i Ödeshög.

#### Kronologi
- 1777: Organist och orgelbyggare Lars Strömblad, Ödeshög (1743-1807), bygger en piporgel. Svarta undertangenter i manualen. Stämning: Korton. Alla fasadpipor utom 4 stycken är ljudande.
- 1788: Grundlig reparation av Pehr Schiörlin, Linköping.
- 1830: Reparation av orgelbyggaregesäll Nils Hallström, Linköping.
- 1866: Reparation av orgelbyggare Anders Peter Kullbom (1817-1900), Linköping.
- 1894: Reparation av orgelreparatörerna Gustaf Lundquist, Linköping & A. P. Molin, Norrköping
- 1908: Reparation av orgelreparatör E. Gustafsson, Bankeberg.
- 1926: Reparation av firma Åkerman & Lund, Sundbyberg, varvid trumpetstämmorna tas bort.
- 1965–1966: Bröderna Moberg, Sandviken, restaurerar orgeln, varvid 1830 års disposition, förutom Quintadena 8', återställs. Åtskilliga pipor rekonstrueras. Slutligen kopplas ursprungliga tremulanten in.

#### Nuvarande disposition
| Manual C-c³                              | Pedal C-h° |
| Untersatts 16', B/D                      | bihängd    |
| Principal 8', B/D (fasad)                |            |
| Gedackt 8' (1777/1966)                   |            |
| Octava 4'                                |            |
| Fleut 4'                                 |            |
| Quinta 3' (eg. 2 2/3') (fasad)           |            |
| Octava 2'                                |            |
| Scharf III chor. 1' + 4/5' + 2/3' (1966) |            |
| Trumpet 8', B/D                          |            |
| Trumpet 4', B (1966)                     |            |
| Vox humana 8', D                         |            |
| Tremulant                                |            |

En elorgel med 2 manualer och pedal finns även i kyrkan.

## Galleri

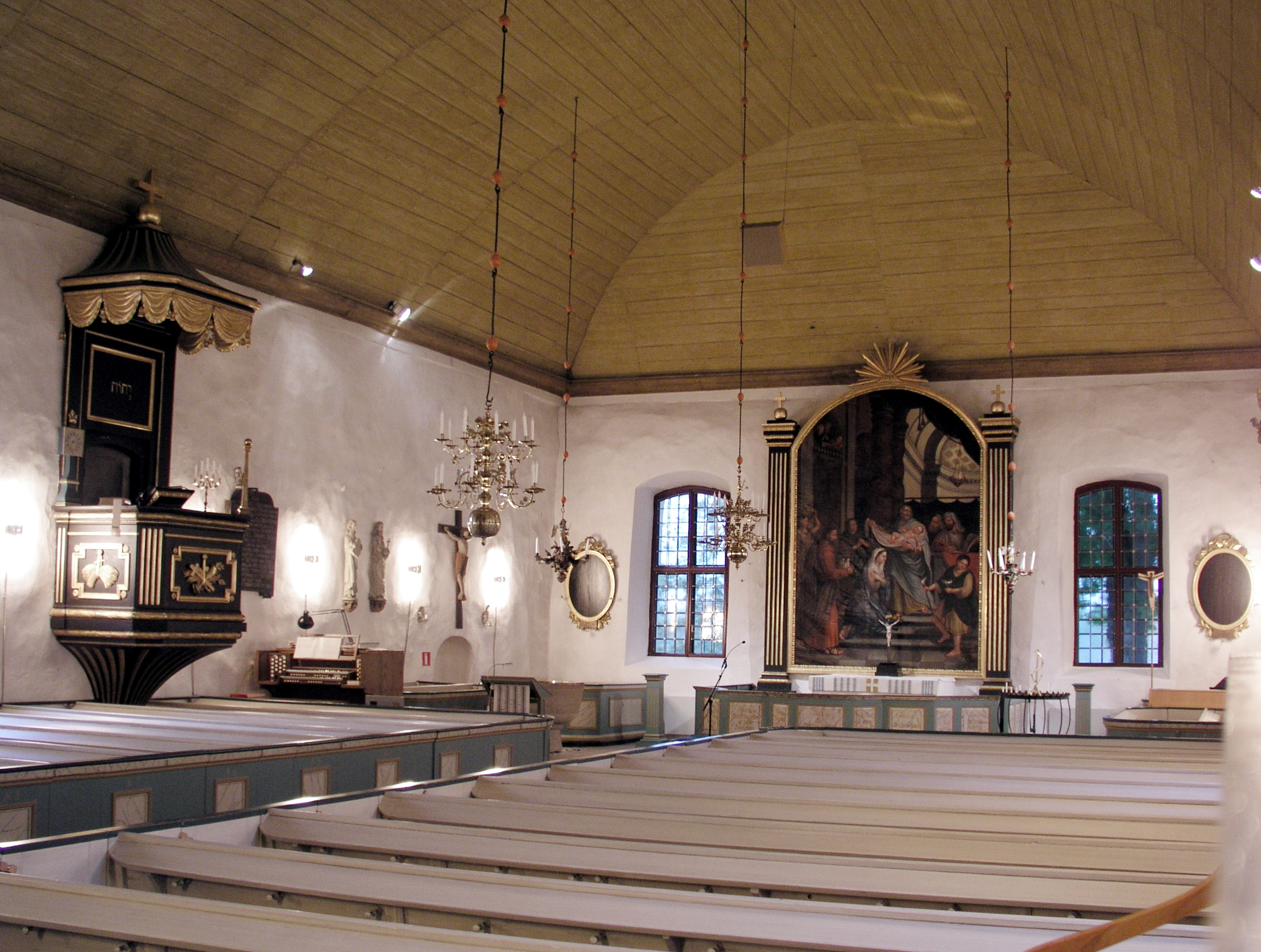
Interiörbild mot koret. Till vänster ses predikstolen.
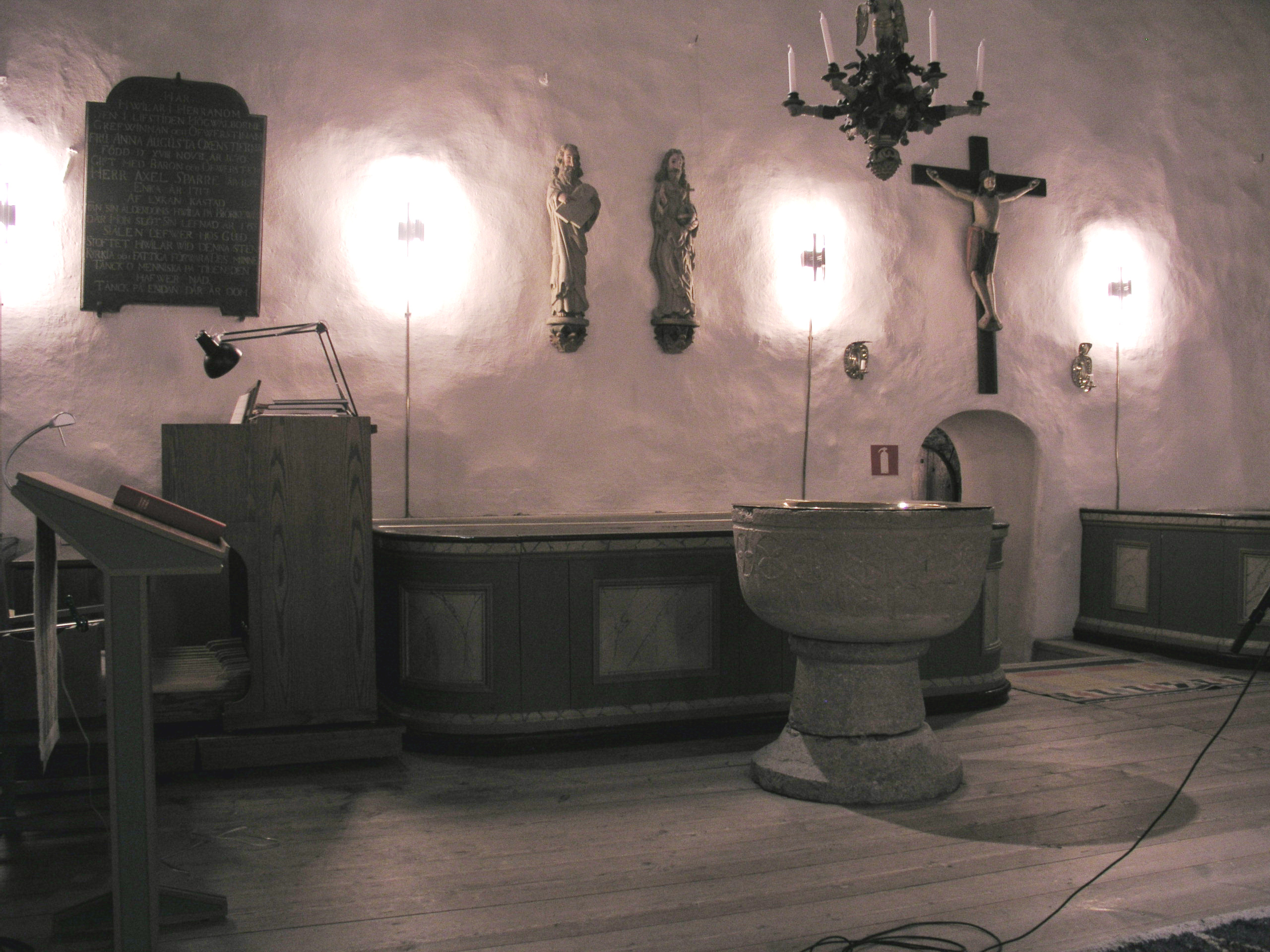
Dopfunten längs korets norra vägg.
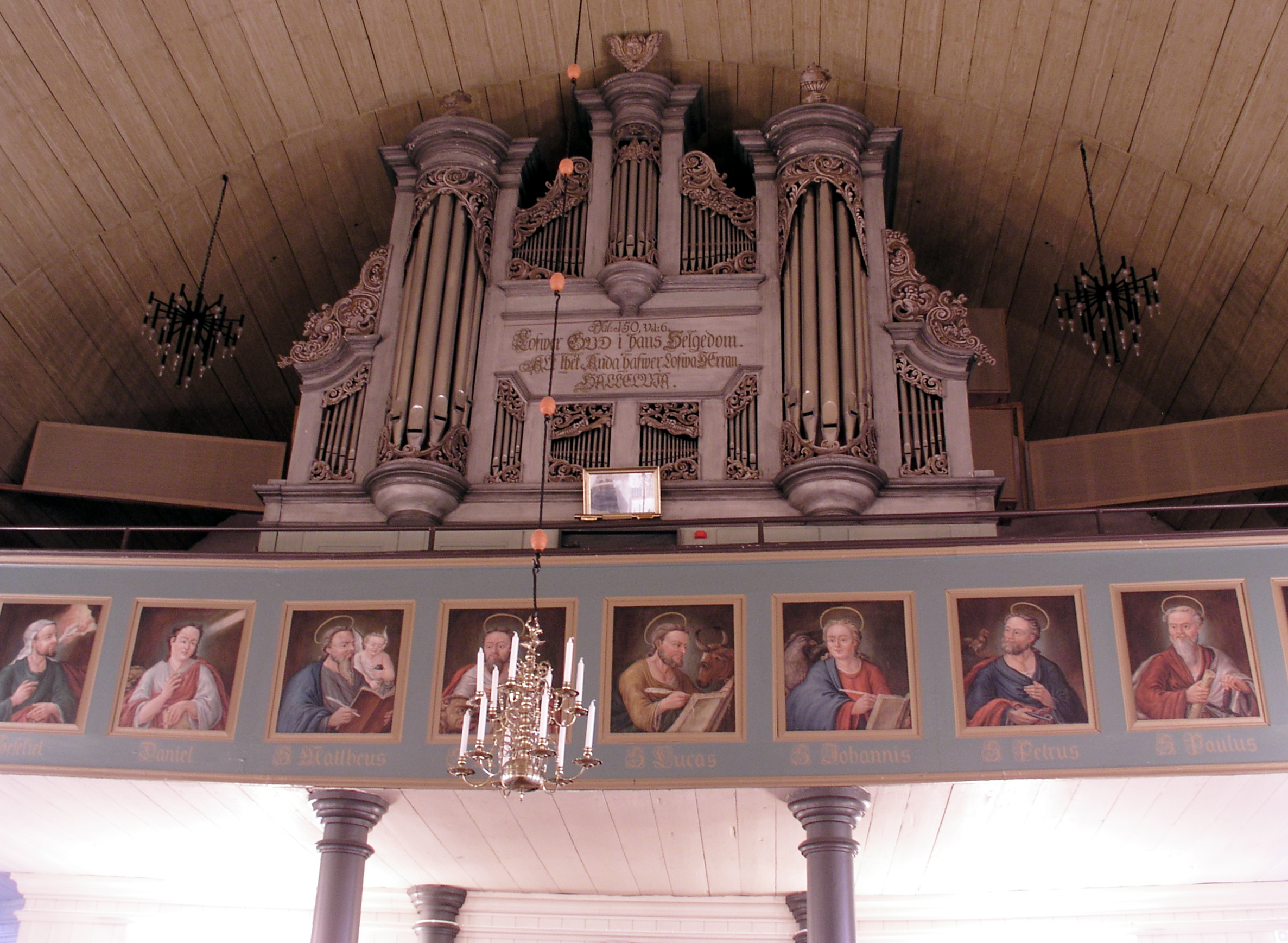
Läktarorgeln.

### Fotnoter
1. ↑  Abr. Hülphers, Historisk Afhandling om Musik och Instrument särdeles om Orgwerks Inrättningen i Allmänhet jemte Kort Beskrifning öfwer Orgwerken i Swerige (1773), s. 264.